# EHF-Pokal der Frauen 2009/10
Am EHF-Pokal 2009/10 nahmen 53 Handball-Vereinsmannschaften teil, die sich in der vorangegangenen Saison in ihren Heimatländern für den Wettbewerb qualifizieren konnten oder aus der Champions League der Frauen ausgeschieden waren. Es war die 29. Austragung des EHF-Pokals. Sieger des EHF-Pokals in diesem Jahr wurde der dänische Verein Randers HK. Titelverteidiger des EHF-Pokals war der spanische Verein SD Itxako.

## Qualifikation

### Runde 1
Es nahmen 10 Teams teil, die sich vorher für den Wettbewerb qualifiziert haben.
Die Hinspiele fanden am 5./11./12. September 2009 statt. Die Rückspiele fanden am 12./13. September 2009 statt.
|                    | Gesamt  |                    | Hinspiel          | Rückspiel         |
| ------------------ | ------- | ------------------ | ----------------- | ----------------- |
| DHW Antwerpen      | 49 : 75 | RK Zagorje         | 25 : 32 (11 : 16) | 24 : 43 (12 : 24) |
| Omni SV Hellas     | 84 : 38 | A.C. Latsia        | 50 : 17 (25 : 06) | 34 : 21 (16 : 12) |
| Skövde HF          | 70 : 34 | Pallamano Bancole  | 38 : 13 (16 : 08) | 32 : 21 (12 : 09) |
| KH Kosova Vushtrri | 46 : 68 | HK Lokomotiv Varna | 25 : 36 (11 : 18) | 21 : 32 (11 : 18) |
| HK Druts-Belpak    | 73 : 41 | Bnei Herzliya      | 40 : 23 (19 : 13) | 33 : 18 (19 : 08) |

### Runde 2
Es nahmen die fünf Sieger der 1. Runde, die zwei Drittplatzierten der Champions League der Frauen Qualifikation und die 25 Mannschaften, die sich vorher für den Wettbewerb qualifiziert hatten teil.
Die Hinspiele fanden vom 2. bis 4. Oktober 2009 und die Rückspiele am 4., 10. und 11. Oktober 2009 statt.
|                               | Gesamt    |                        | Hinspiel          | Rückspiel         |
| ----------------------------- | --------- | ---------------------- | ----------------- | ----------------- |
| Madeira Andebol SAD           | 59 : 55   | RK Zagorje             | 34 : 26 (16 : 12) | 25 : 29 (11 : 13) |
| Fémina Visé                   | 53 : 65   | ORK Vrnjačka Banja     | 24 : 28 (11 : 18) | 29 : 37 (14 : 21) |
| Alcoa FKC                     | 54 : 48   | Izmir BSB SK           | 29 : 26 (13 : 12) | 25 : 22 (14 : 09) |
| ZV McDonald’s Wiener Neustadt | 45 : 74   | Omni SV Hellas         | 23 : 36 (09 : 18) | 22 : 38 (09 : 19) |
| BNTU-BelAZ Minsk Reg.         | 44 : 57   | Békéscsabai Előre NKSE | 20 : 31 (12 : 15) | 24 : 26 (08 : 10) |
| IK Sävehof                    | 72 : 38   | HK Lokomotiv Varna     | 38 : 21 (23 : 07) | 34 : 17 (17 : 11) |
| Nordstrand IF                 | *57 : 57* | Handball Cercle Nîmes  | 32 : 30 (14 : 14) | 25 : 27 (10 : 14) |
| Colégio de Gaia               | 24 : 79   | Randers HK             | 09 : 42 (07 : 21) | 15 : 37 (06 : 15) |
| TSV Bayer 04 Leverkusen       | 66 : 38   | RK Celeia Žalec        | 34 : 18 (20 : 06) | 32 : 20 (19 : 09) |
| HK Kuban Krasnodar            | 51 : 42   | RK Lokomotiva Zagreb   | 25 : 23 (11 : 12) | 26 : 19 (10 : 09) |
| HK Druts-Belpak               | *60 : 60* | LK Zug Handball        | 33 : 28 (18 : 14) | 27 : 32 (11 : 18) |
| HC Oţelul Galaţi              | 59 : 65   | ŽRK Kikinda            | 27 : 28 (15 : 14) | 32 : 37 (14 : 20) |
| SPES Kefalovrisos             | 30 : 86   | Tertnes IL             | 21 : 43 (13 : 22) | 09 : 43 (03 : 22) |
| RK Kale Kičevo                | 45 : 60   | CB Elche-Mustang       | 23 : 31 (10 : 18) | 22 : 29 (14 : 13) |
| Havre HAC                     | 62 : 45   | Skövde HF              | 34 : 20 (15 : 10) | 28 : 25 (17 : 13) |
| HCM Știința Baia Mare         | 74 : 59   | GAS Anagennisi Artas   | 37 : 23 (16 : 13) | 37 : 36 (20 : 16) |

* Handball Cercle Nîmes und LK Zug Handball qualifizierte sich aufgrund der Auswärtstorregel für die nächste Runde.

### Runde 3
Es nahmen die 16 Sieger der 2. Runde, die 3 verlierer jeder Gruppe der Champions League der Frauen Qualifikation und die 4 die sich vorher für den Wettbewerb qualifiziert haben teil.
Die Auslosung der 3. Runde fand am 13. Oktober 2009 in Wien statt.

Die Hinspiele fanden am 31. Oktober und 1./7./24. November 2009 statt. Die Rückspiele fanden am 1./6./7./8./25. November 2010 statt.
|                              | Gesamt  |                         | Hinspiel          | Rückspiel         |
| ---------------------------- | ------- | ----------------------- | ----------------- | ----------------- |
| LK Zug Handball              | 54 : 48 | HC Sassari              | 30 : 26 (14 : 12) | 24 : 22 (12 : 12) |
| C.S. Rulmentul-Urban Braşov  | 59 : 63 | HCM Știința Baia Mare   | 31 : 26 (12 : 10) | 28 : 37 (11 : 21) |
| AC Ormi-Loux Patras          | 50 : 55 | HK Kuban Krasnodar      | 28 : 29 (15 : 16) | 22 : 26 (10 : 13) |
| Prosolia SIID Elda Prestigio | 67 : 52 | Handball Cercle Nîmes   | 35 : 23 (15 : 08) | 32 : 29 (17 : 13) |
| ŠKP Bratislava               | 55 : 48 | Omni SV Hellas          | 28 : 29 (17 : 16) | 27 : 19 (14 : 09) |
| HK Smart                     | 69 : 47 | ORK Vrnjačka Banja      | 38 : 19 (20 : 10) | 31 : 28 (15 : 16) |
| CB Elche-Mustang             | 45 : 50 | NP HC Rostow-Don        | 24 : 22 (13 : 09) | 21 : 28 (12 : 15) |
| Budapest FTC                 | 52 : 63 | Randers HK              | 25 : 30 (13 : 14) | 27 : 33 (13 : 16) |
| Alcoa FKC                    | 47 : 52 | SPR Lublin SSA          | 27 : 24 (13 : 12) | 20 : 28 (18 : 14) |
| RK Olimpija                  | 46 : 59 | TSV Bayer 04 Leverkusen | 21 : 24 (09 : 11) | 25 : 35 (12 : 19) |
| Milli Piyango SK             | 47 : 66 | Havre HAC               | 23 : 29 (12 : 16) | 24 : 37 (10 : 15) |
| SK Aarhus                    | 58 : 43 | Tertnes IL              | 35 : 20 (09 : 06) | 23 : 23 (11 : 13) |
| VOC Amsterdam                | 60 : 51 | Madeira Andebol SAD     | 36 : 29 (20 : 17) | 24 : 22 (15 : 07) |
| LC Brühl Handball            | 46 : 64 | IK Sävehof              | 29 : 35 (13 : 17) | 17 : 29 (08 : 13) |
| Békéscsabai Előre NKSE       | 54 : 56 | Balonmano Parc Sagunt   | 30 : 30 (17 : 18) | 24 : 26 (16 : 14) |
| ŽRK Kikinda                  | 56 : 53 | C.B. Mar Alicante       | 28 : 28 (18 : 12) | 28 : 25 (15 : 14) |

### Runde 4
Es nahmen die 16 Sieger der 3. Runde teil.
Die Auslosung der 4. Runde fand am 10. November 2009 in Wien statt.

Die Hinspiele fanden am 6./7./13. Februar 2010 statt. Die Rückspiele fanden am 7./13./14. Februar 2010 statt.
|                              | Gesamt  |                       | Hinspiel          | Rückspiel         |
| ---------------------------- | ------- | --------------------- | ----------------- | ----------------- |
| VOC Amsterdam                | 59 : 66 | ŽRK Kikinda           | 28 : 32 (14 : 16) | 31 : 34 (16 : 20) |
| NP HC Rostow-Don             | 76 : 37 | LK Zug Handball       | 36 : 18 (20 : 09) | 40 : 19 (23 : 05) |
| Randers HK                   | 62 : 56 | ŠKP Bratislava        | 31 : 26 (13 : 14) | 31 : 30 (18 : 12) |
| Prosolia SIID Elda Prestigio | 58 : 45 | HK Smart              | 35 : 15 (17 : 06) | 23 : 30 (10 : 15) |
| TSV Bayer 04 Leverkusen      | 53 : 48 | IK Sävehof            | 28 : 22 (15 : 12) | 25 : 26 (10 : 16) |
| HK Kuban Krasnodar           | 66 : 61 | SK Aarhus             | 29 : 25 (15 : 13) | 37 : 36 (18 : 16) |
| SPR Lublin SSA               | 54 : 46 | HCM Știința Baia Mare | 24 : 19 (12 : 09) | 30 : 27 (16 : 11) |
| Balonmano Parc Sagunt        | 42 : 60 | Havre HAC             | 24 : 30 (12 : 14) | 18 : 30 (07 : 15) |

## Viertelfinale
Es nehmen die 8 Sieger aus der 4. Runde teil.

Die Auslosung des Viertelfinales fand am 16. Februar 2010 in Wien statt.

Die Hinspiele fanden am 13./14. März 2010 statt. Die Rückspiele fanden am 14./20./21. März 2010 statt.
| Mannschaft 1            | Mannschaft 2            | Hinspiel             | Rückspiel            | Gesamt  |
| ----------------------- | ----------------------- | -------------------- | -------------------- | ------- |
| ŽRK Kikinda             | TSV Bayer 04 Leverkusen | 13.03. Sa. 15:00 Uhr | 14.03. So. 15:00 Uhr | 47 : 78 |
| ŽRK Kikinda             | TSV Bayer 04 Leverkusen | 22 : 41 (14 : 20)    | 25 : 37 (09 : 22)    | 47 : 78 |
| Prosolia Elda Prestigio | HK Kuban Krasnodar      | 13.03. Sa. 18:30 Uhr | 20.03. Sa. 16:00 Uhr | 57 : 41 |
| Prosolia Elda Prestigio | HK Kuban Krasnodar      | 32 : 16 (15 : 09)    | 25 : 25 (12 : 14)    | 57 : 41 |
| Randers HK              | SPR Lublin SSA          | 14.03. So. 15:50 Uhr | 21.03. So. 17:30 Uhr | 58 : 50 |
| Randers HK              | SPR Lublin SSA          | 34 : 24 (17 : 12)    | 24 : 26 (13 : 13)    | 58 : 50 |
| Havre HAC               | NP HC Rostow-Don        | 14.03. So. 17:00 Uhr | 20.03. Sa. 17:00 Uhr | 50 : 37 |
| Havre HAC               | NP HC Rostow-Don        | 30 : 18 (13 : 07)    | 20 : 19 (11 : 07)    | 50 : 37 |

## Halbfinale
Es nehmen die 4 Sieger aus dem Viertelfinale teil.

Die Auslosung des Halbfinale fand am 23. März 2010 in Wien statt.

Die Hinspiele fanden am 10./11. April 2010 statt. Die Rückspiele fanden am 18./25. April 2010 statt.
| Mannschaft 1            | Mannschaft 2            | Hinspiel             | Rückspiel            | Gesamt  |
| ----------------------- | ----------------------- | -------------------- | -------------------- | ------- |
| Prosolia Elda Prestigio | TSV Bayer 04 Leverkusen | 10.04. Sa. 18:30 Uhr | 25.04. So. 16:00 Uhr | 55 : 54 |
| Prosolia Elda Prestigio | TSV Bayer 04 Leverkusen | 27 : 23 (13 : 12)    | 28 : 31 (14 : 16)    | 55 : 54 |
| Randers HK              | Havre HAC               | 11.04. So. 19:00 Uhr | 18.04. So. 17:00 Uhr | 58 : 50 |
| Randers HK              | Havre HAC               | 30 : 23 (15 : 14)    | 28 : 27 (15 : 12)    | 58 : 50 |

## Finale
Es nahmen die 2 Sieger aus dem Halbfinale teil.

Die Auslosung des Finales fand am 20. April 2009 um 11:00 Uhr (GMT+2) in Wien statt.

Das Hinspiel fand am 9. Mai 2010 statt. Das Rückspiel fand am 13. Mai 2010 statt.
| Mannschaft 1            | Mannschaft 2 | Hinspiel             | Rückspiel            | Gesamt  |
| ----------------------- | ------------ | -------------------- | -------------------- | ------- |
| Prosolia Elda Prestigio | Randers HK   | 09.05. So. 17:30 Uhr | 13.05. Do. 15:00 Uhr | 46 : 50 |
| Prosolia Elda Prestigio | Randers HK   | 22 : 20 (11 : 14)    | 24 : 30 (12 : 14)    | 46 : 50 |

### Prosolia Elda Prestigio – Randers HK22: 20 (11: 14)
9. Mai 2010 in Elda, Ciudad de Elda-Florentino Ibanez, 3.000 Zuschauer.
Prosolia Elda Prestigio: Elejaga Vargas, Trigueros Martinez – Soit (10), Popovic  (3), Sanchez Camunas (3), Amoros Quilles (2), Ilic (2), Asensi Vidal  (1), Rodrigues (1), Bastero Artos  , Gabaldon Garcia, Morante Arenas, Rodriguez Jacques , Sokol
Randers HK: Masson, Aagard – Dalby (4), Fisker (4), Augustesen (3), Fruelund   (3), Wörz  (3), Böhme (2), Medeiros de Oliveira  (1), Erić, B. Kristensen   , Kristiansen, Olesen, Silitch
Schiedsrichter:  Charlotte Bonaventura & Julie Bonaventura
Quelle: Spielbericht

### Randers HK – Prosolia Elda Prestigio30: 24 (14: 12)
13. Mai 2010 in Randers, Elro Arena Randers, 2.800 Zuschauer.
Randers HK: Masson, Aagard – Fruelund (7), Wörz (7), Augustesen (3), Dalby  (4), Fisker (3), B. Kristensen (3), Medeiros de Oliveira   (3), Silitch, Erić  , Johansen, Böhme, Kristiansen
Prosolia Elda Prestigio: Elejaga Vargas, Trigueros Martinez – Soit (10), Ilic  (4), Asensi Vidal  (3), Popovic  (2), Sanchez Camunas (2), Amoros Quilles (1), Rodrigues  (1), Rodriguez Jacques (1), Bastero Artos , Gabaldon Garcia, Morante Arenas, Sokol
Schiedsrichter:  Diana Carmen Florescu & Anamaria Duţă
Quelle: Spielbericht